# Brume sèche arctique
La brume sèche arctique est le phénomène d'une brume sèche brun rougeâtre visible dans l'atmosphère aux hautes latitudes de l'Arctique en raison de la pollution anthropique de l'air. Elle réduit la visibilité horizontale et oblique jusqu'à environ 10 km d'altitude. Lorsqu'un aéronef se trouve dans une telle couche, les pilotes signalent que la visibilité horizontale peut chuter à un dixième de celle d'un ciel normalement dégagé. Le phénomène saisonnier atteint un pic à la fin de l'hiver et au printemps. En raison des précipitations limitées, de neige ou de pluie, pour lessiver les polluants chimiques et de vents souvent faibles au printemps pour les déplacer, la brume sèche arctique peut persister plus d'un mois.

## Historique de détection
La brume sèche arctique a été remarquée pour la première fois en 1750 lorsque la révolution industrielle a commencé. Les explorateurs et les baleiniers ne pouvaient pas comprendre d'où venait le phénomène limitant la visibilité que les Inuits appelait « Poo-jok ». Au début du XXe siècle, l'explorateur arctique norvégien Fridtjof Nansen a noté des taches sombres sur la glace. Le terme « brume sèche arctique » a été inventé en 1956 par J. Murray Mitchell, un officier de l'US Air Force stationné en Alaska, pour décrire une réduction inhabituelle de la visibilité observée par les avions de reconnaissance météorologique nord-américains. Ses observations l'ont poussé à émettre l'hypothèse que la brume sèche provenait de zones industrielles d'Europe et de Chine. Il est ensuite devenu un éminent climatologue.
En 1972, Glenn Edmond Shaw a attribué ce smog à la pollution anthropique transfrontalière, l'Arctique recevant des contaminants dont les sources se trouvent à des milliers de kilomètres. D'autres recherches se poursuivent dans le but de comprendre l'impact de cette pollution sur le réchauffement climatique.

## Formation

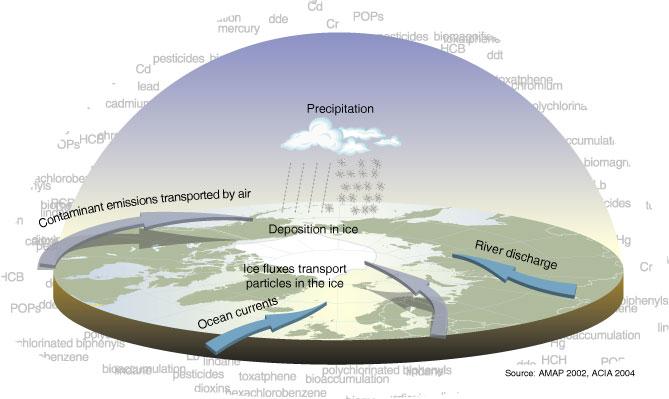
Sources des polluants.

La circulation atmosphérique générale hivernale amène des dépressions à la bordure de l'Arctique mais l'atmosphère polaire est surtout dominée par des anticyclones thermiques dus au rayonnement solaire très réduit et à la surface enneigée qui reflète le peu disponible vers l'espace causant un refroidissement soutenu dans les couches superficielles. Sous ces systèmes, l'air est stagnant sur de grandes régions sous l'inversion de température. Il n'y a donc pas de transfert turbulent entre les couches atmosphériques, causant une accumulation des aérosols et des gaz atmosphériques,. D'un autre côté, l'humidité absolue de l'eau est très faible dans l'Arctique pendant les mois d'hiver. Ceci limite la formation de nuages et de précipitations qui pourraient entrainer la déposition des aérosols au sol,.
Les dépressions passant sur la bordure de l'Arctique amènent des aérosols divers, certains naturels et d'autres anthropogéniques, qui se concentrent donc aux hautes latitudes. Plusieurs in situ collectes de données sur les aérosols et les conditions météorologiques à grande échelle mentionnées antérieurement ont permis de calculer les rétro-trajectoires des polluants à leurs sources. Cela a permis de trouver un certain nombre de zones géographiques en Eurasie qui ont un fort potentiel comme principales sources d'émissions,. Ce modèle de transport et de chimie atmosphérique a démontré que seulement 4 % provenait de l'Amérique du Nord.
La concentration atteint son maximum à la fin de l'hiver et au début du printemps puis diminue alors que le soleil refait son apparition dans les latitudes arctiques et permet aux dépressions de s'y déplacer, lessivant les aérosols.

### Composition des polluants
La mixture contient principalement des composés de soufre et d'azote et de substances d'origine naturelle comme le sel marin et la poussière transportée par le vent. Elle contient aussi des contaminants atmosphériques toxiques plus complexes comme des herbicides et des pesticides, des métaux lourds et des composés organiques industriels comme des solvants, des dioxines et des PCB. Cette soupe peut de se transformer en composés acides retrouvées dans la pluie acide avec le temps.
Différents polluants donnent différentes couleurs de brume sèche. Ainsi la combustion du charbon dans les latitudes moyennes du nord produit des aérosols, contenant environ 90 % de soufre et le reste de carbone, donnent à la brume une couleur rougeâtre. Les émissions des navires, le mercure , l'aluminium, le vanadium, le manganèse, les aérosols et l'ozone troposphérique contribuent aussi au mélange qui affecte l'atmosphère, mais la fumée des incendies de forêt n'est pas un contributeur significatif. Le Dr Shaw a découvert en 1976 que la teinte jaunâtre de certain épisodes provient des tempêtes de poussière en Chine et en Mongolie, les particules étant transportées vers les pôles par des courants d'air inhabituels. Les polluants industriels laissent des dépôts gris foncé.
Une étude de 2013 a révélé qu'au moins 40 % du noir de carbone déposé dans l'Arctique provenait du torchage du gaz naturel d'extraction de pétrole dans toutes les latitudes nord,. La suie a une période de suspension courte mais le torchage émet grandes quantités de soufre. Les incendies domestiques en Inde y contribuent également.

### Étendue et fluctuations
La brume sèche finit par couvrir presque toute la région au nord du 60° de latitude sous la couche d'inversion avec des concentrations maximales au sommet de celle-ci, généralement entre 400 et 800 m au-dessus du sol. La concentration dans l'Arctique est de 10 à 20 fois celle mesurée au-dessus de l'Antarctique et 10 fois celles au-dessus des zones non industrielles au même moment. La concentration en polluants est de 20 à 40 fois en hiver celle de l'été.
Les données que prend Environnement et Changement climatique Canada à des stations météorologiques comme Alert au Nunavut, ont montré que l'occurrence et la durée de la brume sèche arctique avaient augmenté à partir des années 1950 mais se sont stabilisées depuis 1995. La concentration en sulfate est resté presque constante et celle de quelques composés organiques toxiques et de quelques métaux lourds a fortement chuté.

## Effets
L'effet le plus direct est la mauvaise visibilité lors des épisodes de brume sèche. À plus long terme, cette pollution aide l'Arctique à se réchauffer plus rapidement que toute autre région, bien que l'augmentation des gaz à effet de serre soit le principal moteur de ce changement climatique. Les aérosols de soufre dans l'atmosphère affectent la formation des nuages, entraînant des effets de refroidissement localisés sur les régions industrialisées en raison de la réflexion accrue de la lumière du soleil, qui masque l'effet opposé de la chaleur piégée sous la couverture nuageuse. Pendant l'hiver arctique, comme il n'y a pas de lumière solaire à réfléchir, l'effet dominant des modifications des nuages arctiques est un piégeage accru du rayonnement infrarouge de la surface,.